# 利斯北教堂

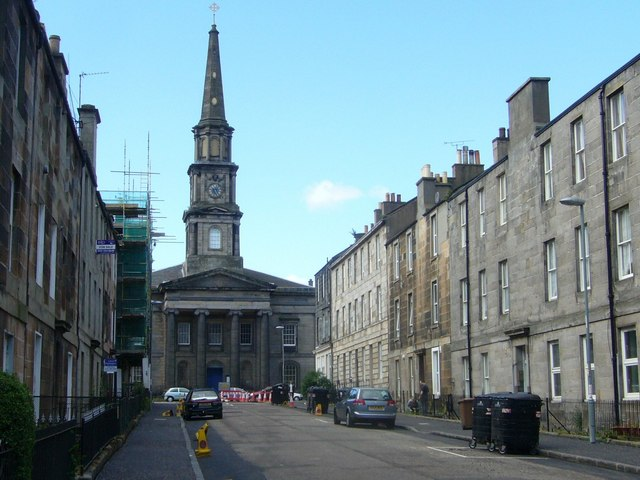
利斯北教堂，在摄政王街尽头

利斯北教堂（North Leith Parish Church）是苏格兰教会的一个堂会，位于苏格兰爱丁堡的利斯区的马德拉街与摄政王街路口，堂区范围包括利斯的西北部。
目前的利斯北教堂于1816年建成，由建筑师William Burn设计，有一个新古典主义门廊，和高耸的尖顶。二战中该建筑遭轰炸而受损，战后修复。现在列为登录建筑.。